# Акбутина, Альфия Нусуратовна
Альфия Нусуратовна Акбутина (баш. Әлфиә Носрат ҡыҙы Аҡбутина; род. 9 октября 1955, Верхнеиткулово) — советская и российская башкирская журналистка и переводчица. Заслуженный работник культуры Республики Башкортостан (1997).

## Биография
Родилась 9 октября 1955 года в деревне Верхнеиткулово Макаровского района (ныне — Ишимбайский район).
Среднюю школу окончила в деревне Старокулево Нуримановского района БАССР в 1972 году.
Окончила филологический факультет Башкирского государственного университета (ныне Уфимский университет науки и технологий). По окончании БГУ (ныне Уфимский университет науки и технологий) работала в редакции газеты «Ленинсы-Ленинец».
С 1978 года работала в республиканской газете «Башкортостан» корректором, корреспондентом, заведующим отделом.
С 1995 года ответственный секретарь, затем заместитель главного редактора-директора ГУП РБ Редакция газеты «Башкортостан».
В 2011—2014 годах заместительница главного редактора-директора ГУП РБ Редакция журнала «Башкортостан кызы».
С 2016 по апрель 2017 года корреспондентка по Нуримановскому району региональной газеты «Йәйғор».
Входит в коллектив, осуществляющий перевод Ветхого Завета на башкирский язык
Участвует в проекте перевода «Энциклопедии Башкортостана».
Долгие годы один из самых деятельных членов Союза журналистов Республики Башкортостан и Российской Федерации.

## Участие в движении Викимедиа
Альфия Акбутина — активная участница Башкирской Википедии с 2013 года (под ником Alfiya55). Автор более 100 статей.
Участвовала в Вики-Сабантуе-2015 в городе Уфе.

## Награды и звания
- Почётная грамота Президиума Верховного Совета Республики Башкортостан (1993)[3].
- Заслуженный работник культуры Республики Башкортостан (1997).
- Медаль «За заслуги в проведении Всероссийской переписи населения» (2002).
- Лауреат премии им. Ш.Худайбердина (2005) за аналитические статьи на общественно-политические темы и путевые заметки из поездки в европейские страны по линии ЮНЕСКО.